# Girlfriend (film, 2004)
Pour les articles homonymes, voir Girlfriend.
Pour plus de détails, voir Fiche technique et Distribution.
Girlfriend est un film indien, réalisé par Karan Razdan, sorti en 2004.

## Fiche technique
Sauf indication contraire, les informations mentionnées dans cette section peuvent être confirmées par la base de données cinématographiques IMDb,  présente dans la section « Liens externes ».
- Titre original : Girlfriend
- Réalisation : Karan Razdan
- Scénario : Karan Razdan
- Direction artistique : Ajay Verekar
- Photographie : Rajendra Prasad K.
- Montage : Sanjay Verma
- Musique : Daboo Malik
- Production : Pammi Baweja
- Pays d'origine :  Inde
- Langues : Hindi
- Format : Couleurs - 2.35 : 1 - 35 mm Son DTS Dolby Digital SDDS
- Genre : Drame, érotique, romance
- Durée : 126 minutes (2 h 06)
- Dates de sorties en salles et en festival :

 Inde : 17 juin 2004

## Distribution
- Isha Koppikar : Tanya
- Aashish Chaudhary : Rahul
- Amrita Arora : Sapna
- Sumit Nijhawan : 	Sameer
- Shantanu Chappana : Jojo
- Vinita Malik : la mère de Rahul
- Bhupinde Singh : Ranjit
- Sly Bhunjan : Bharadwaj

## Autour du film

### Controverses
À sa sortie, le film a fait l'objet de critiques virulents en Inde de la part de plusieurs groupuscules religieux qui reprochent à certains séquences de « porter atteinte à la culture indienne ». Pour montrer leur désapprobation, des extrémistes hindous du mouvement Shiv Shena ont même saccagé de nombreuses salles de cinéma. La communauté lesbienne, de son côté, s’est insurgée contre la représentation homosexuelle véhiculée par ce long-métrage, refusant d’être caricaturée comme « tueuses d’hommes ».